# Kasimir av Brandenburg-Kulmbach
Kasimir av Brandenburg-Kulmbach, född 27 september 1481 i Ansbach, död 21 september 1527 i Buda, Kungariket Ungern, var regerande markgreve av Brandenburg-Kulmbach från 1515 till 1527.

## Biografi

### Uppväxt och tidiga regeringsår
Kasimir tillhörde den frankiska grenen av huset Hohenzollern och var äldste son till markgreve Fredrik den äldre av Brandenburg-Ansbach-Kulmbach och prinsessan Sofia Jagellonica av Polen, dotter till kung Kasimir IV av Polen.
Hans far lät honom redan från 1498 regera markgrevskapet som ståthållare under faderns många resor, med stöd av erfarna rådsherrar. År 1515 avsatte Kasimir tillsammans med brodern Georg av Brandenburg-Ansbach sin far som markgreve av Brandenburg-Ansbach och Brandenburg-Kulmbach, med hänvisning till faderns slösaktiga livsstil som belastade markgrevskapens finanser. Eftersom brodern Georg, som erhållit Brandenburg-Ansbach, ofta uppehöll sig vid det ungerska hovet, regerade Kasimir periodvis även Brandenburg-Ansbach som ståthållare för Georgs räkning.
Avsättningen av fadern kom dock att leda till rikspolitiska slitningar, mellan Kasimir och Georg å ena sidan, understödda av kejsar Maximilian, och de yngre bröderna å andra sidan, understödda av kurfurst Joakim I av Brandenburg. När Joakim reste genom Kulmbach på vägen till Augsburg för att verka för Fredrik II:s frisläppande, kom han att förvägras tillträde till det markgrevliga slottet Plassenburg där Fredrik II levde i fångenskap. Joakims bror, ärkebiskopen och kurfursten Albrekt av Magdeburg och Mainz, kom att vika från Joakims sida efter att ha förlikats med kejsar Maximilian I och utnämnts till kardinal 1518. Först 1522 kunde släktfejden avslutas genom att även de yngre brödernas intressen tillgodosågs.

### Schwabiska förbundet
Som anhängare till kejsar Maximilian kämpade Kasimir tillsammans med sin far och markgreve Kristofer I av Baden i Schwabiska kriget som härförare för Schwabiska förbundet gentemot Schweiziska edsförbundet och ledde 1499 fredsförhandlingarna i Basel. Även under påföljande år tjänade han som härförare och diplomat i habsburgsk tjänst. I detta sammanhang omnämns han i Schwäbisch Hall 1506 och 1509 på riksdagen i Worms. 1513 var han kejsarens kommissionär vid Schwabiska förbundets möte i Nördlingen med anledning av Götz von Berlichingens brott mot landsfreden. Han hade tillsammans med hertig Vilhelm IV av Bayern övergripande kontroll över krigsförloppet. Han deltog också i förbundets insatser mot Ulrich av Württemberg och förde i maj 1519 befäl över 700 ryttare som gjorde en framstöt mot Ehningen.

### Stridigheter med riksstaden Nürnberg
Till den återkommande historiska konflikten mellan borggrevarna respektive markgrevarna å ena sidan med riksstaden Nürnberg å andra sidan tillhörde striden om skyddsrätten vid de lokala kyrkliga högtiderna i Affalterbach. Staden Nürnbergs råd hävdade sin rätt som skyddsherrar till exklaven Affalterbach medan Kasimir försökte förhindra detta, vilket ledde till ett politiskt maktspel. Nürnbergs trupper kunde tidigt ta kontroll över Affalterbach samtidigt som Kasimir gjorde en undanmanöver och istället föll in i Nürnbergs förortsbyar. Under höga förluster tvingades de nürnbergska trupperna retirera till staden och lämnade fanor som troféer, som därefter ställdes upp i kyrkan i Schwabach. Händelserna nedtecknades även i lokala folkvisor. Även under följande kom Kasimir att vara inblandad i gränsstridigheter med Nürnberg.

### Frankiska kriget
Som en av det schwabiska förbundets ledare sedan 1499 kom Kasimir ändå att vägra delta under försoningsperioden efter 1522. Det visade sig att riksstaden Nürnberg, traditionellt en rival till de styrande borg- och markgrevarna, ville göra motstånd mot rovriddaren Thomas von Absberg och dennes sympatisörer. 1523 förstördes flera borgar tillhörande Thomas von Absbergs bundsförvanter i Franken, vilket skildrades av Hans Wandereisen i en serie kända träsnitt från samma år. 

### Bondekriget
Bondekrigets ankomst förebådades genom infall i de angränsande biskopdömena Würzburg, under Konrad II von Thüngen, och Bamberg, under Weigand von Redwitz. I april 1525 möttes Kasimir och furstarna i de angränsande territorierna i Neustadt an der Aisch, för att gemensamt diskutera hur man skulle slå tillbaka revolterna som hotade att sprida sig från Schwaben till Odenwald. Vid förhandlingarna närvarade förutom Kasimir och de två furstbiskoparna även furstbiskopen av Eichstätt, grevarna av Hohenlohe Albrekt av Hohenlohe-Neuenstein och Georg av Waldenburg, samt grevarna av Limpurg, Wertheim, Henneberg och Castell. Den misstro som redan fanns på grund av gränskonflikter kring de världsliga och andliga furstendömena ledde till att förhandlingarna strandade. I motsats till sin bror Georg ställde sig Kasimir bitvis avvisande och bitvis ambivalent gentemot den lutherska reformationen. Bondeuppådets anstormning, av bland andra det Svarta kompaniet under ledning av Florian Geyer, betvingade biskopsdömet Würzburg. Biskopen tvingades fly och försvararna tvingades retirera till Marienbergs fästning i Würzburg.
Med avsevärda finansiella och personliga ansträngningar förberedde sig Kasimir på att försvara sig mot infall i sitt territorium. Han mobiliserade sina undersåtar till vapen och hyrde in soldater. Efter att hären sammanstrålat i Ansbach, kunde Kasimir den 13 maj 1525 marschera därifrån till Markt Erlbach med 600 ryttare, 1000 fotknektar och 14 artilleripjäser. Gentemot den fria riksstaden Rothenburg utövade markgrevarna skyddsrätt. Där kunde Kasimir vinna ett första slag gentemot bondehären och lämnade Rothenburg med rikt byte. Redan kort därefter överlämnade dock stadens maktsvaga råd staden till borgare som gick bönderna till mötes. Oroligheterna kom att sprida sig därifrån till Kasimirs furstendöme, till Crailsheims, Lobenhausen-Anhausens, Werdeck-Gerabronns och Bemberg-Wiesenbachs amt. Efter att Kasimir retirerat till Ansbach och beslutat uppbåda nya trupper i Kulmbacher Oberland, kom dessa att göra uppror. Därigenom blev Kasimir tvungen att inskränka sitt försvar till de starkaste borgarna med hjälp av böhmiska legoknektar.
Genom ingripande av det Schwabiska förbundet och andra allierade till biskopen av Würzburg kunde de oorganiserade bondeuppbåden i Würzburgtrakten besegras och upplösas. Under massiva förluster kom böndernas motståndsvilja och stridsmoral bryta samman på kort tid. Även Kasimir, vars agerande givit honom smeknamnet "blodhunden", fick ett övertag mot bönderna. Byar som inte kapitulerade utan motstånd brandskattades. Kasimir kom dock även att orsaka omfattande förödelse inom sitt eget territorium. Han lät bränna ner hela byar och avrättade upprorsmän. I Feuchtwangen ska omkring 300 personer ha avrättats. I Kitzingen ville Kasimir statuera exempel; han försäkrade amtmannen Luwig von Hutten att han skulle skona invånarnas liv, men samtidigt bestraffades de hårt med att få tre fingrar avhuggna, ögonen utstuckna och förvisas som fredlösa. Hans "mäster" Augustin stack ut ögonen på 58 personer, med hänvisning till att man vid bondeupprorets start deklarerat att man "inte ville se någon markgreve mer". Dessa dåd kom redan i samtiden att betecknas som monstruösa. Även staden Rothenburg straffades och Kasimir tvingade staden att avträda gränsområden till markgrevskapet. Marknadstorgen i Rothenburg och Schweinfurt färgades röda av blodet från de halshuggna. Eftersom Kasimir betecknades som förbundsexekutor kan det antas att han handlade på uppdrag av kejsaren respektive det Schwabiska förbundet i bestraffandet av riksstäderna. Han sände sin bror Johan Albrekt av Brandenburg-Ansbach för att bestraffa Bayreuths borgare för otillräckligt stöd vid trupputskrivningarna. Först när det i november 1526 stod klart att även oskyldiga straffats, kom Kasimir slutligen att avsluta sina bestraffningsaktioner.

### Anhängare till huset Habsburg
Genom deltagandet som kejserlig kommissarie vid riksdagarna i Augsburg i december 1525 och Speyer i augusti 1526 visade sig på nytt lojaliteten gentemot det habsburgska kungahuset.
Vid kröningen av den blivande kejsar Ferdinand 1527 till kung av Böhmen anslöt sig den svårt sjuke Kasimir till fälttåget mot Johan Zápolya. Då även Kasimirs bror, markgreve Georg av Brandenburg-Ansbach, anslöt sig till fälttåget, återvände Kasmir för att upprätta ett ståthållarskap och för att anföra en hjälpexpedition till krigsområdet. Han nådde den ungerska gränsen i juli 1527. Fästningarna vid Donau kapitulerade och han marscherade in i Buda.

### Död och eftermäle
I Buda avled Kasimir i september 1527 i närvaro av brodern Georg och kung Ferdinand, vilka han utsåg till förmyndare för sin femårige son Albrekt. Kasimir begravdes i huset Hohenzollerns begravningskyrka i Heilsbronn. Georg kom att styra Brandenburg-Kulmbach som förmyndarregent fram till Albrekts myndighet 1541.  
1800-talshistorikern Theodor Hirsch skrev i sin biografi över Kasimir att på grund av de blodiga aktionerna under Bondekriget har Kasimir sällan erhållit en nyanserad livsteckning som gjort honom rättvisa.

## Familj

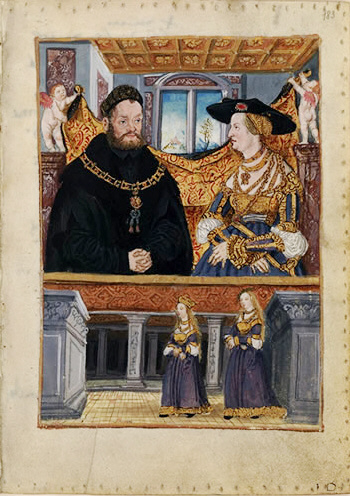
Kasimir av Brandenburg-Kulmbach med hustrun Susanna av Bayern. Illustration utförd av Narziss Renner ur markgrevinnans bönebok från omkring år 1520.

Kasimir gifte sig 25 augusti 1518 med Susanna av Bayern (1502–1543), dotter till hertig Albrekt IV av Bayern. Vid det praktfulla bröllopet närvarade även kejsar Maximilian I, brudens morbror. De nära släktbanden till huset Habsburg visade sig även vid kejsar Karl V:s kröning i Aachen 1520, då Kasimir fick äran att utföra den ceremoniella trancheringen vid kröningsmåltiden.
I äktenskapet med Susanna av Bayern föddes:
- Marie av Brandenburg-Kulmbach (1519–1567), gift 1537 med kurfurst Fredrik III av Pfalz (1515–1576)
- Katarina (1520–1521)
- Albrekt Alcibiades (1522–1557), markgreve av Brandenburg-Kulmbach
- Kunigunde av Brandenburg-Kulmbach (1523–1558), gift 1551 med markgreve Karl II av Baden-Durlach (1529–1577)
- Fredrik (född och död 1525)

Efter Kasimirs död kom hans bror Georg att regera Brandenburg-Kulmbach som förmyndarregent fram till sonen Albrekt Alcibiades myndighet 1541.